# Araneus corticaloides
Araneus corticaloides este o specie de păianjeni din genul Araneus, familia Araneidae. A fost descrisă pentru prima dată de Roewer, 1955. Conform Catalogue of Life specia Araneus corticaloides nu are subspecii cunoscute.